# Jean-Louis Lemoyne
Jean-Louis Lemoyne (París, 1665-1755) fue un escultor francés que trabajó al servicio de Luis XIV y Luis XV.

## Datos biográficos
Lemoyne fue el discípulo de Antoine Coysevox. En 1687, ganó el Premio de Roma en escultura.
Trabajó para Luis XIV de Francia a principios del siglo XVI en la decoración del Palacio de Versalles. Trabajó en la decoración de yeso y esculturas de la real capilla de Versalles. En ella se instalaron veintiocho imágenes, los doce apóstoles, los padres de la iglesia y los cuatro evangelistas. Además, Lemoyne es el autor de las imágenes de Simón el Cananeo y Judas Tadeo, en 1707, para la balaustrada del mismo edificio. Hizo a lo largo de su vida algunos bustos, incluidos los de Jules Hardouin-Mansart, uno de los arquitectos de Versalles. 
En 1704 expuso en el Salón de París .
Su hijo Jean-Baptiste Lemoyne fue también un renombrado escultor.

## Obras
Las obras de Lemoyne se encuentran conservadas en los mayores museos de arte del mundo, incluyendo el Louvre, el Metropolitan Museum of Art, la Frick Collection, Museo de Bellas Artes de Burdeos, y la National Gallery of Art. 
Entre las mejores y más conocidas obras de Jean-Louis Lemoyne se incluyen las siguientes:

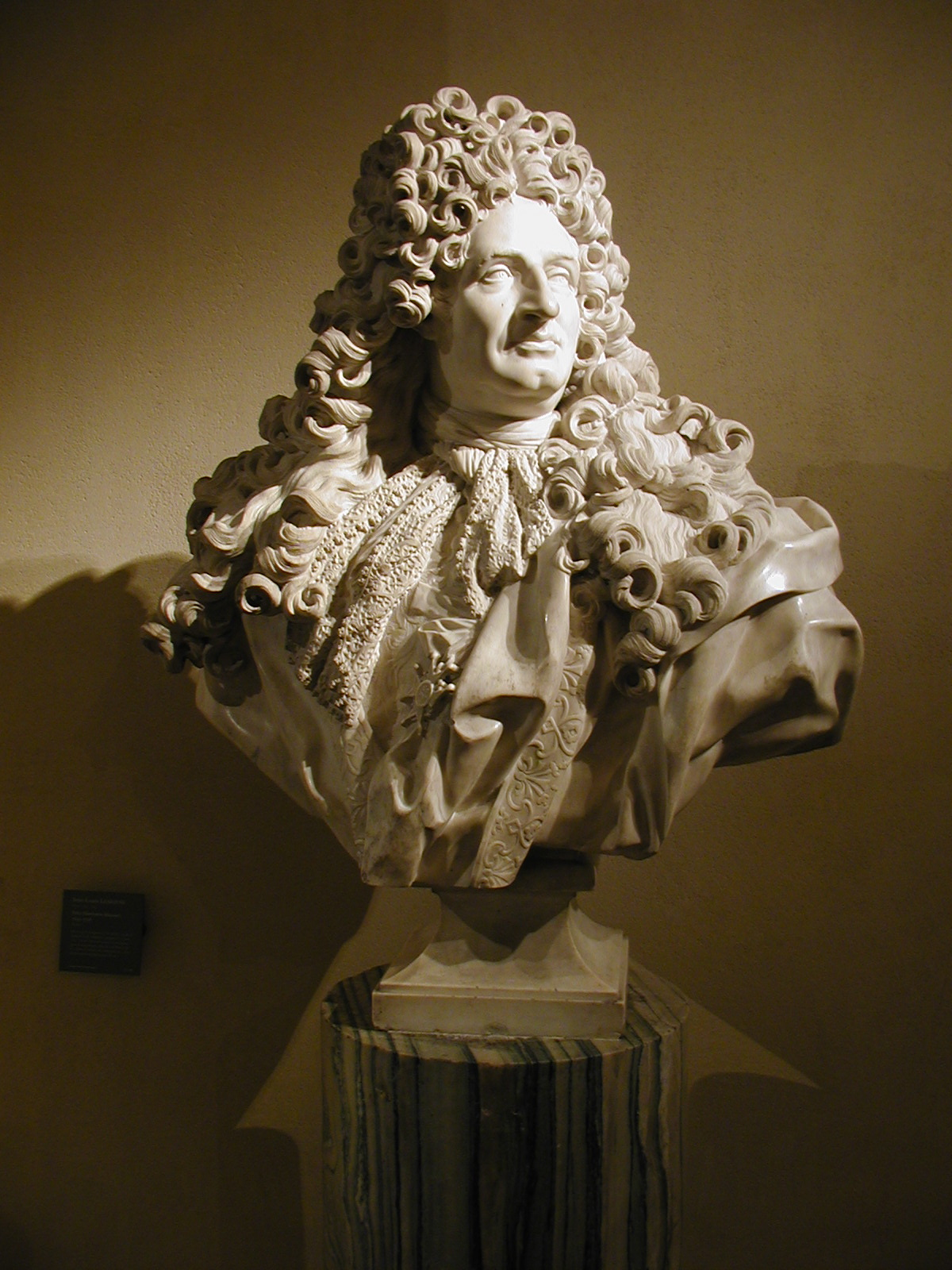
Jules Hardouin-Mansart

- retrato del arquitecto Jules Hardouin-Mansart (1645 - 1755) (1703), busto, mármol, París, musée du Louvre
- San Simón (1707), estatua, piedra, Versalles, châteaux de Versailles et de Trianon, balaustrada de la capilla real.
- Judas Tadeo o Judas (1707), estatua, piedra, Versalles, Castillo de Versailles, , balaustrada de la capilla real.
- Retrato de Philippe de France, duque de Orléans, regente del reino (1674 - 1723) (1715), busto, mármol, Versalles, châteaux de Versailles et de Trianon
- Retrato de Philippe de France, duc d'Orléans, régent du royaume (1674 - 1723)  Archivado el 26 de septiembre de 2007 en Wayback Machine. (1720), busto, bronce, Edimburgo, National Gallery of Scotland
- Retrato de Pierre Michel, señor Duplessy (1694), busto, mármol, Burdeos, museo de las Bellas Artes
- La Crainte des traits de l'Amour  (1739 - 1740), estatua, mármol, Ciudad de Nueva York, Metropolitan Museum of Art
- Un compagnon de Diane  (1724), estatua, mármol, Washington D. C., National Gallery of Art
- Urna de jardin  Archivado el 28 de septiembre de 2007 en Wayback Machine. (1727 - 1728), mármol, Ciudad de Nueva York, The Frick Collection

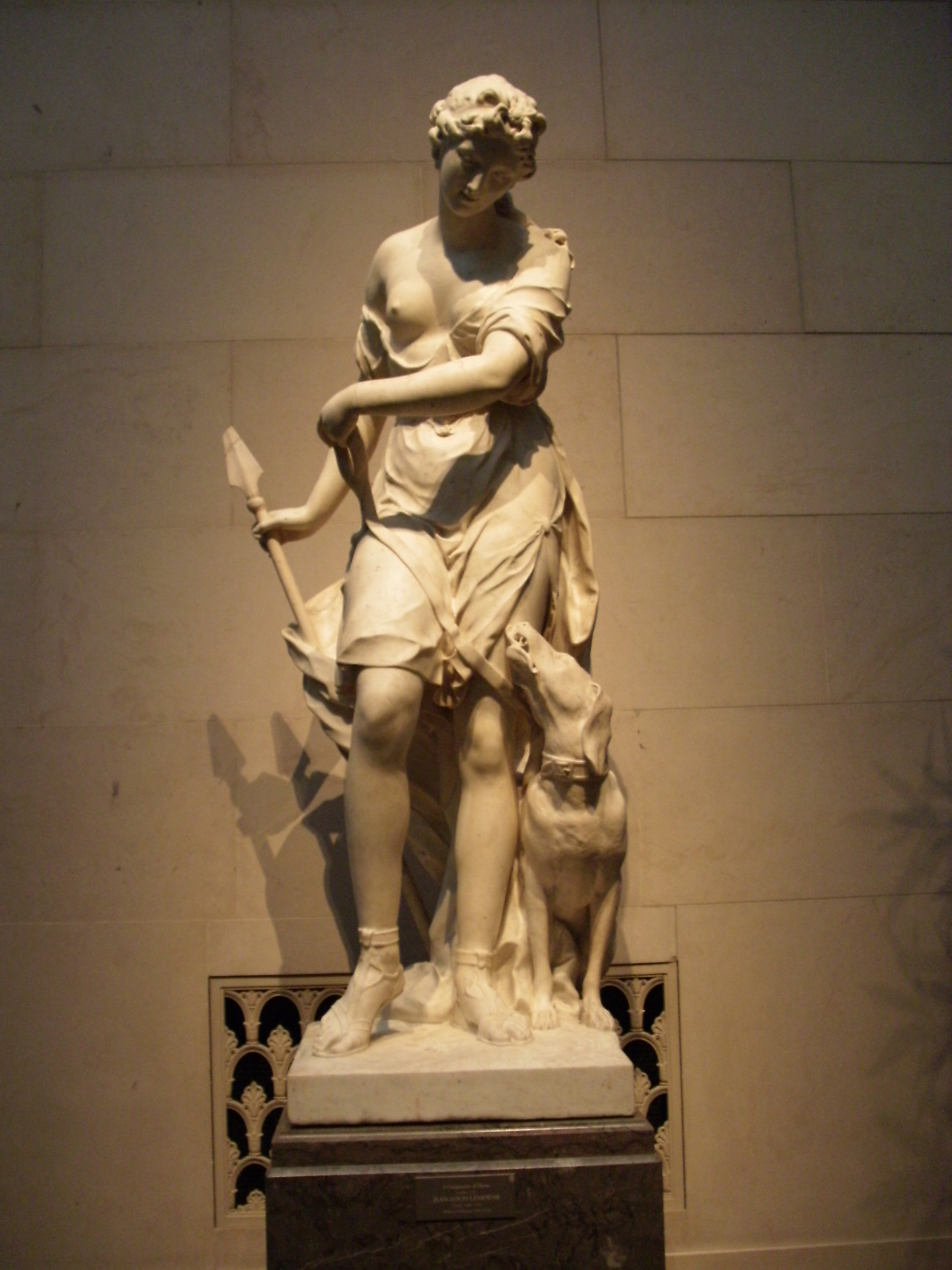
Compañera de Diana, mármol 1726, en la National Gallery
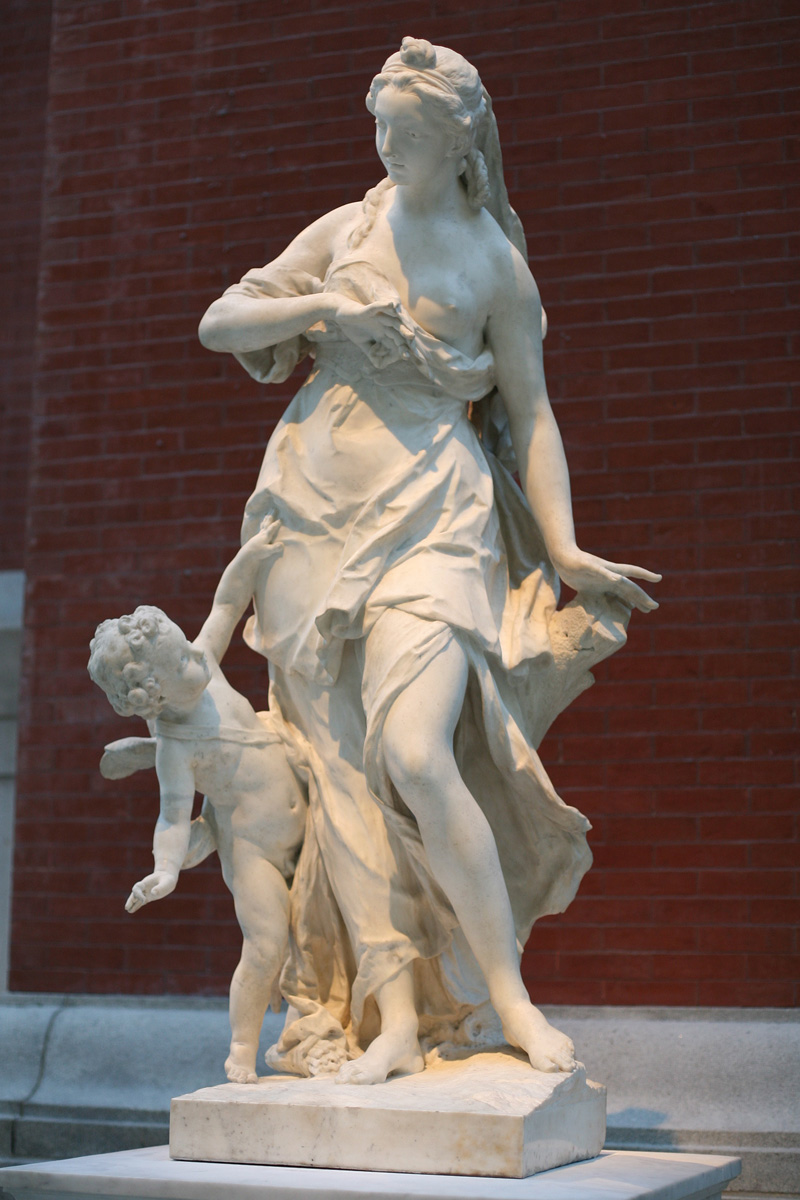
La Crainte des traits de l'Amour
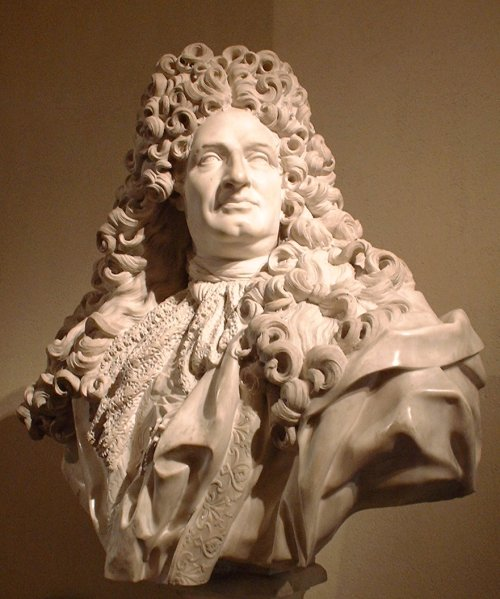
Mansart
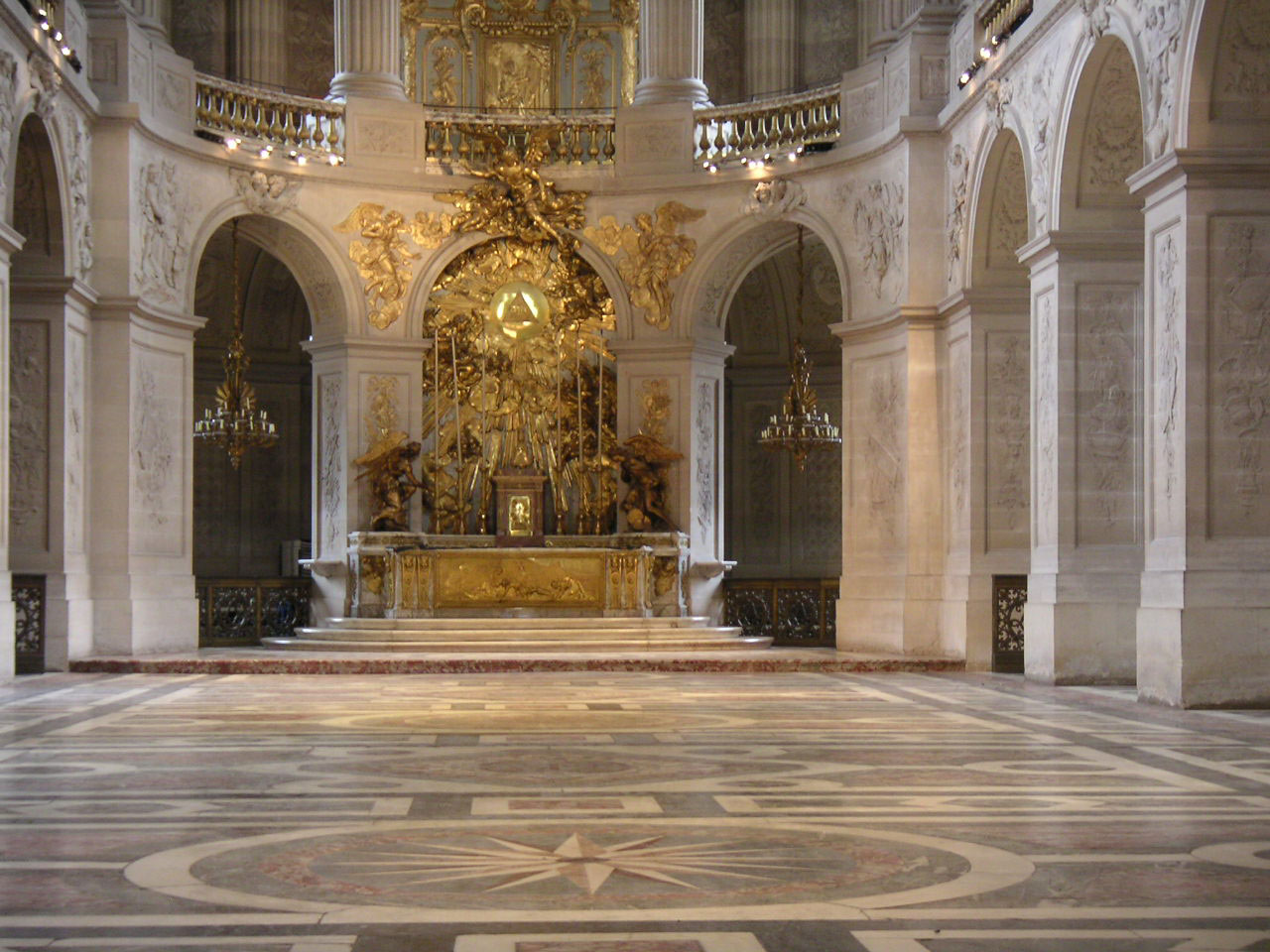
Interior de la Capilla real de Versalles, estucos y decoración escultórica